# 霍里亞鄉 (康斯坦察縣)
44°38′0″N 28°7′0″E / 44.63333°N 28.11667°E
霍里亞鄉（羅馬尼亞語：Comuna Horia, Constanța），是羅馬尼亞的鄉份，位於該國西南部，由康斯坦察縣負責管轄，面積59平方公里，海拔高度45米，2007年人口1,601，人口密度每平方公里27人。